# Jorge Comas (Schwimmer)
Jorge Comas López (katalanisch Jordi Comas i López; * 8. Februar 1954 in Barcelona, Katalonien) ist ein ehemaliger spanischer Schwimmer, der drei Gold- und vier Silbermedaillen bei Mittelmeerspielen gewann.

## Karriere
Der 1,66 Meter große Jorge Comas trat für CN Sabadell an.
Bei den Europameisterschaften 1970 in Barcelona wurde Comas Siebter mit der 4-mal-200-Meter-Freistilstaffel in der Besetzung Santiago Esteva, Jorge Comas, Antonio Corell und José Pujol. 1971 bei den Mittelmeerspielen in Izmir siegte Comas mit der 4-mal-100-Meter-Freistilstaffel und mit der 4-mal-100-Meter-Lagenstaffel. Über 100 Meter Freistil erhielt er die Silbermedaille hinter dem Italiener Fabrizio Nardini. Bei den Olympischen Spielen 1972 in München erreichte Comas über 100 Meter Freistil und mit der Lagenstaffel nicht das Finale. Die 4-mal-100-Meter-Freistilstaffel belegte mit Jorge Comas, Antonio Culebras, Enrique Melo und José Pujol den achten Platz.
Ein Jahr später bei den Weltmeisterschaften 1973 in Belgrad wurde Comas mit der Lagenstaffel und der 4-mal-100-Meter-Freistilstaffel Zehnter und schied auch über 100 Meter Freistil vorzeitig aus. Zwei Jahre später bei den Weltmeisterschaften 1975 in Cali erreichte die 4-mal-100-Meter-Freistilstaffel mit Jorge Comas, Rojas, José Pujol und Santiago Esteva den siebten Platz und die 4-mal-100-Meter-Lagenstaffel mit Santiago Esteva, Pedro Balcells, José Bonet und Jorge Comas wurde Achte. Rund einen Monat nach den Weltmeisterschaften in Cali begannen in Algier die Mittelmeerspiele 1975. Comas siegte mit der Lagenstaffel. Die beiden Freistilstaffeln gewannen die Silbermedaille hinter den Italienern. Über 100 Meter Freistil wurde Comas wie vier Jahre zuvor Zweiter hinter einem Italiener, diesmal war es Marcello Guarducci. 1976 schied Comas bei den Olympischen Spielen in Montreal über 100 Meter Freistil im Vorlauf aus. Die Lagenstaffel mit Santiago Esteva, Pedro Balcells, Mario Lloret und Jorge Comas verfehlte als Neunte der Vorläufe nur knapp den Finaleinzug. 1978 wurde Comas bei den Weltmeisterschaften in West-Berlin noch einmal 12. mit der 4-mal-100-Meter-Freistilstaffel.